# Lannédern
Lannédern település Franciaországban, Finistère megyében. Lakosainak száma 321 fő (2022. január 1.). Lannédern Brasparts, Le Cloître-Pleyben, Loqueffret, Pleyben és Plonévez-du-Faou községekkel határos.

## Népesség
A település népességének változása:
| Lakosok száma | 477  | 361  | 309  | 295  | 323  | 304  | 293  | 290  | 301  | 321  |
|               | 1968 | 1982 | 1990 | 2006 | 2013 | 2015 | 2017 | 2019 | 2020 | 2022 |